# Jim Lightbody
James Davies "Jim" Lightbody, född 15 mars 1882 i Pittsburgh i Pennsylvania, död 2 mars 1953 i Charleston i South Carolina, var amerikansk friidrottare.
Lightbody blev olympisk mästare på 2 590 meter hinder, 800 och 1 500 meter vid olympiska sommarspelen 1904 i St. Louis.